# صموئيل غريفين
صموئيل غريفين (بالإنجليزية: Samuel Griffin)‏ هو محامي وسياسي أمريكي، ولد في 1746 في الولايات المتحدة، وتوفي في 3 نوفمبر 1810 في نفس البلد. انتخب عضو مجلس نواب الولايات المتحدة عن ولاية فرجينيا وانتخب عضو مجلس النواب الأمريكي.